# Yaotl Mictlan
Yaotl Mictlan (nah. Krieger aus dem Land der Toten) ist eine Pagan-Metal-Band, die 1998 von den beiden Brüdern Tlatecat und Yaotl in Salt Lake City gegründet wurde.

## Bandgeschichte
Kurz nach der Bandgründung nahm die Band ein paar Lieder auf Kassette auf und gab sie unter anderem an Juan Brujo, den Sänger des multinationalen Projektes Brujeria weiter. Dieser finanzierte ihnen eine professionelle Aufnahme ihres ersten Demos A Batalla Vamos 2001. Es folgte ein zweites Demo 2004, das jedoch nie veröffentlicht wurde und nur als Promomaterial diente. Mit Ak'Ben kam ein Bassist hinzu Die Band fühlte sich nun bereit, ihr erstes Album einzuspielen und fand mit American Line Productions ein Label, das es auch veröffentlichte. Das Album Guerreros de la Tierra de los Muertos erschien 2006. Mit Xolotl (ex-Shub Niggurath) kam ein zweiter Gitarrist in die Band. Ak'Ben schließlich verließ die Band 2007 wieder und wurde durch Nahuali ersetzt.
2008 erregte ihr Debütalbum das Interesse des Labels Candlelight Records, das die Band unter Vertrag nahm. Dort erschien 2010 ihr zweites Album Dentro del Manto Gris de Chaac.

## Stil
Der Stil der Band verbindet den rohen traditionellen Black-Metal-Stil mit traditionellen mexikanischen Instrumenten. Die Texte werden auf Spanisch und Nahuatl vorgetragen. Inspiriert ist sie von mexikanischen Kultur und der der Maya. Die Kolonisation und Christianisierung wird als Verlust der mexikanischen Identität aufgefasst. Bei Konzerten tritt die Band vermummt und mit gepfählten Köpfen von Puppen auf, die an die Conquistadores erinnern sollen.

## Diskografie
- 2000: A Batalla Vamos (Demo)
- 2004: Demo 2 (Promo)
- 2006: Guerreros de la Tierra de los Muertos (American Line Productions)
- 2010: Dentro del Manto Gris de Chaac (Candlelight Records)
- 2020: Sagrada Tierra del Jaguar (American Line Prods)